# Drakes Branch
Drakes Branch är en kommun (town) i Charlotte County i Virginia. Vid 2010 års folkräkning hade Drakes Branch 530 invånare.